# Alleanza della Sinistra Verde Nordica
L'Alleanza della Sinistra Verde Nordica (in inglese: Nordic Green Left Alliance, NGLA) è un'organizzazione politica che riunisce  partiti di sinistra a vocazione ecosocialista attivi nei Paesi nordici. La NGLA non ha lo status di partito politico europeo.
È stata fondata a Reykjavík il 31 gennaio - 1º febbraio 2004.
I partiti che la compongono costituiscono l'omonimo gruppo politico in seno al Consiglio nordico.
I deputati eletti al Parlamento europeo sono iscritti al gruppo della Sinistra (GUE/NGL), fatta eccezione per i rappresentanti danesi del Socialistisk Folkeparti che appartengono al gruppo I Verdi/Alleanza Libera Europea (Verdi/ALE).
La NGLA è diretta dalla deputata finlandese Mia Haglund, che ricopre la carica di Segretario Generale.

## Partiti membri
Danimarca
- Socialistisk Folkeparti (Partito Popolare Socialista)
- Enhedslisten – De Rød-Grønne (Lista dell'Unità - I Rosso-Verdi)
- Alternativet (L'Alternativa)

 Fær Øer
- Tjóðveldi (Repubblica)

 Groenlandia
- Inuit Ataqatigiit (Comunità Inuit)

 Finlandia
- Vasemmistoliitto (Alleanza di Sinistra)

 Islanda
- Vinstrihreyfingin-grænt framboð (Sinistra - Movimento Verde)

 Norvegia
- Sosialistisk Venstreparti (Partito Socialista di Sinistra)
- Rødt (Rosso)

 Svezia
- Vänsterpartiet (Partito della Sinistra)